# Jessie Stephen
Jessie Stephen, MBE, née le 19 avril 1893 à Marylebone, Londres, et morte le 12 juin 1979  à Bristol est une suffragette, une militante syndicale et une conseillère municipale britannique du XXe siècle. 
Elle grandit en Écosse et obtient une bourse d'études pour devenir enseignante. Les finances familiales en ont décidé autrement, ce qui l'a amenée à devenir employée de maison à l'âge de 15 ans. Adolescente, elle s'est impliquée dans les questions nationales liées au travail, par l'intermédiaire d'organisations telles que l'Independent Labour Party (Parti travailliste indépendant) et la Women's Social and Political Union (Union sociale et politique des femmes). Stephen s'est installée à Londres pendant la Première Guerre mondiale et, dans les années 1920, elle a effectué une tournée aux États-Unis et au Canada, où elle a tenu des réunions publiques, y compris avec des travailleurs domestiques anglais immigrés.
Stephen a été élue plusieurs fois conseillère municipale et s'est présentée comme candidate aux élections générales. Après avoir déménagé à Bristol dans les années 1940, elle est devenue la première femme présidente du Bristol Trades Council. Elle a été nommée MBE en 1977 et sa vie est commémorée par une plaque bleue à Bristol.

## Biographie
Dans le Dictionary of National Biography, Stephen est considéré comme une « suffragette et militante syndicale », et décrite comme « pratiquement la seule membre écossaise de la Women's Social and Political Union (WSPU) (Union sociale et politique des femmes)  dont on sait quelque chose ».

### Enfance
Jessie Stephen est née à Marylebone, Londres, le 19 avril 1893. Elle est l'aînée des onze enfants du tailleur Alexander Stephen et de son épouse Jane Miller. La famille déménage à Édimbourg, puis à Dunfermline, avant de s'installer à Glasgow en 1901. Le père de Jessie Stephen est un membre fondateur du Independent Labour Party (ILP). Elle décrit sa mère comme étant « si calme et à l'opposé de père ».
Elle fréquente les Écoles du dimanche liées à l'église protestante et au socialisme, et fait ses études à l'école de North Kelvinside. Elle obtient une bourse pour suivre une formation d'institutrice. En raison de sa situation familiale, elle n'a pas les moyens de poursuivre son rêve de devenir enseignante et devient employée de maison à l'âge de 15 ans,.

« Malheureusement pour mes rêves, le chômage s'est aggravé et il n'y avait rien d'autre à faire que de quitter la bourse d'études d'enseignante. »

— Jessie Stephen, cité par Jill Liddington dans "The Road to Greenham Common: Feminism and Anti-Militarism in Britain Since 1820"

### Carrière

#### Engagement politique
Elle est considérée comme une « jeune militante de la branche Maryhill de l'ILP », avant de rejoindre la WSPU en 1909, à l'âge de 16 ans. Vers 1911-12, elle forme la Scottish Federation of Domestic Workers (Fédération écossaise des employées de maison). Elle organise des réunions avec ses collègues domestiques, d'abord dans la rue, puis dans le salon de thé Alston's dans la rue Bothwell, à Glasgow. L'organisation finit par fusionner avec le Domestic Workers' Union of Great Britain and Ireland, basé à Londres, en 1913.
Stephen est le plus jeune membre de la délégation de la WSPU Glasgow auprès du chancelier de l'Échiquier David Lloyd George en 1912 et elle participe au premier des "outrages écossais", avec des attaques contre des "Pillar boxes" (boîtes aux lettres rouges) à l'acide, à Glasgow en février 1913,,,. Son emploi de femme de chambre lui a été favorable lors de ces attaques, comme elle l'a expliqué dans une interview en 1975 : « J'ai pu faire tomber de l'acide dans les boîtes postales sans être soupçonné, parce que je descendais de mon lieu de travail avec mon bonnet, mon tablier de mousseline et ma redingote noire... personne ne m'aurait jamais soupçonné d'avoir fait tomber de l'acide dans la boîte. ».
Stephen est approchée par Sylvia Pankhurst et quitte Glasgow pour Londres, où elle est considérée, vers 1916, comme l'un des « membres les plus actifs » avec Emma Boyce de la Workers' Suffrage Federation. En avril 1919, Stephen fait partie des orateurs qui s'adressent à une foule d'environ 10 000 personnes à Trafalgar Square, pour s'opposer au blocus de l'Allemagne. Parmi les autres oratrices figurent Emmeline Pethick-Lawrence et Theodora Wilson Wilson. Elle est également une membre active de la Women's Peace Crusade et, lors de la conférence de l'ILP de 1920, elle s'est prononcée contre le recours à la force lors des événements qui ont précédé le traité sur la création de l'Union soviétique.
Dans les années 1920, elle visite les États-Unis, organise des réunions publiques avec les communautés immigrées d'Écosse et du Pays de Galles, et collecte des fonds pour le Parti socialiste d'Amérique. Elle se rend également à Vancouver, où elle encourage les travailleurs domestiques anglais immigrés à se syndiquer.
Stephen a ensuite vécu dans le Lancashire et à Londres,, où elle s'est impliquée dans l'East London Federation et a vendu le Workers' Dreadnought. Elle est élue conseillère d'arrondissement pour le Parti travailliste de Bermondsey en 1922, après avoir échoué à être sélectionnée comme candidate aux élections générales pour l'ILP, et travaille pour le membre du Parlement de Bermondsey Alfred Salter. Elle se présente comme candidate travailliste pour Portsmouth South aux élections générales de 1923, 1924 et 1929, et pour Kidderminster en 1931.
À partir de 1924, Stephen travaille comme journaliste indépendante, crée une agence de secrétariat à Lewes en 1935 et adhère à la National Union of Clerks en 1938. Au moment de la Seconde Guerre mondiale, elle travaille pour Murphy Radio à Welwyn Garden City.
En 1944, Stephen est nommée première femme organisatrice syndicale régionale du National Clerical and Administrative Workers' Union pour le sud du Pays de Galles et l'ouest de l'Angleterre et s'installe à Bristol. Elle travaille également à la succursale de Broad Quay de la Co-operative Wholesale Society (CWS) et devient plus tard présidente du comité de gestion local de la CWS. À cette époque, elle prend la parole en public et donne des conseils sur le contrôle des naissances. Elle est élue au conseil municipal de Bristol. 
En 1952, elle devient la première femme présidente du Bristol Trades Council et en 1955, elle reçoit l'insigne d'or du TUC.
Lors des élections générales de 1964, elle est candidate pour le Parti travailliste dans la circonscription de Weston-super-Mare.

#### Mort
Plus tard, Stephen devient aveugle. Elle meurt d'une pneumonie et d'une insuffisance cardiaque à l'hôpital général de Bristol le 12 juin 1979.

## Distinction

Ruban civil de Membre de l'Empire Britannique

- Ordre de l'Empire britannique à titre civil (MBE), pour "services rendus au mouvement syndical" en juin 1977[21].

## Hommages

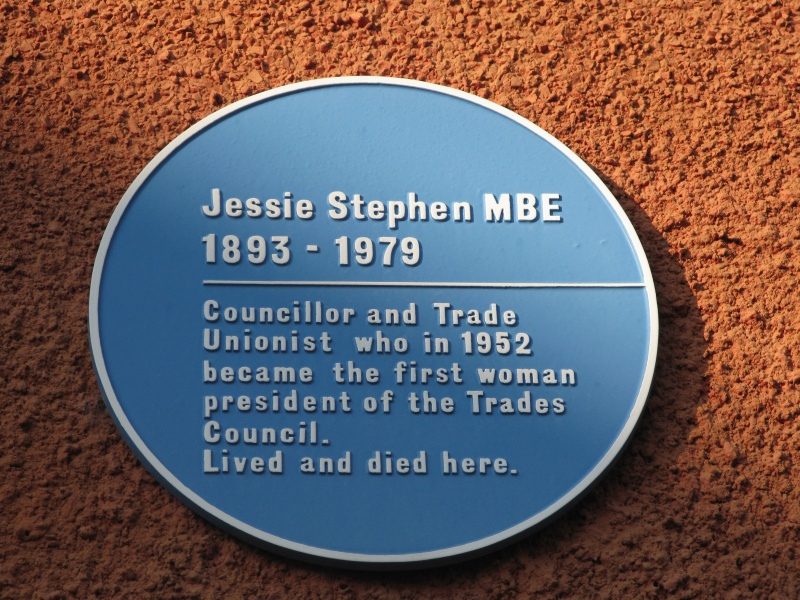
Plaque bleue pour Jessie Stephen MBE (1893-1979) à Chessel Street, Bristol. Conseillère et syndicaliste qui, en 1952, devint la première femme présidente du Trades Council. A vécu et est décédée ici.

Une plaque bleue commémore la vie de Jessie Stephen à son ancien domicile de Bedminster, Bristol.
Le 10 novembre 1995, le groupe du Parti socialiste européen de Bristol a honoré sa mémoire en organisant la première conférence commémorative Jessie Stephen, intitulée "Les femmes dans la politique européenne".

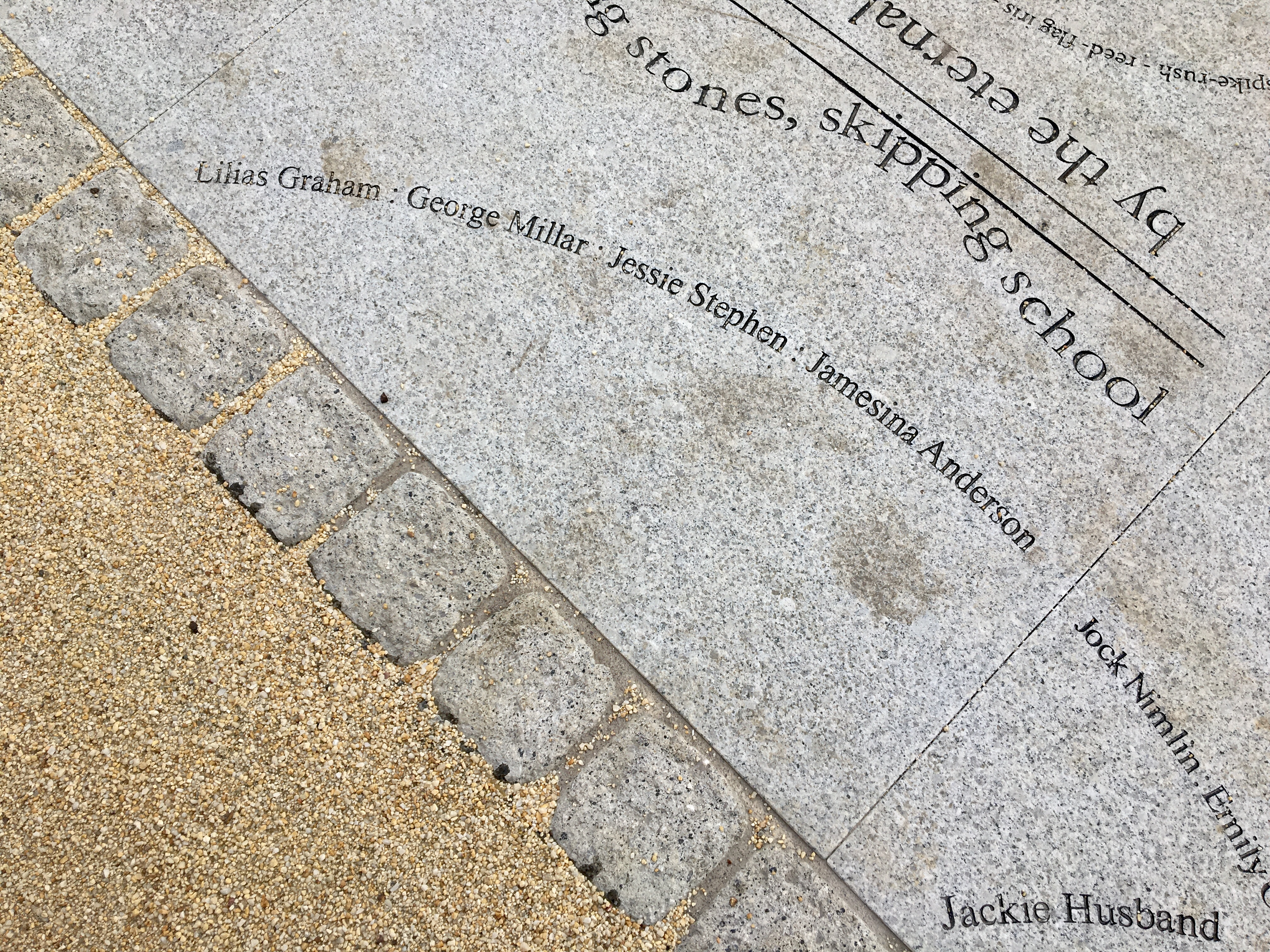
Partie de l'œuvre d'art River of Words sur le canal Forth et Clyde à Stockingfield Junction, Maryhill, Glasgow où appraît le nom de Jessie Stephen.

Son nom figure dans le River of Words, une œuvre d'art réalisée par Anoushka Havinden à Stockingfield Junction sur le canal de Forth et Clyde à Maryhill, Glasgow, qui répertorie les personnes locales ayant une importance historique.
L'autobiographie non publiée de Stephen, Submission is for Slaves, est disponible en version numérique à la Working Class Movement Library.
Brian Harrison a enregistré un entretien oral avec Stephen en juillet 1977, dans le cadre du projet Suffrage Interviews, intitulé Oral evidence on the suffragette and suffragist movements : the Brian Harrison interviews. Stephen y parle de l'influence de son père, de ses activités au sein de la WSPU et de son engagement aux côtés de Sylvia Pankhurst.
Elle est également le sujet d'une courte animation réalisée dans le cadre du projet Vote 100 de la Glasgow Women's Library (bibliothèque des femmes de Glasgow).